# Podaxis
Podaxis là một chi nấm trong họ Agaricaceae, thuộc bộ Agaricales. Trong số gần 50 loài đã được miêu tả khoa học, nhiều loài đang được các nhà khoa học thảo luận vì chúng có thể chỉ là những đặc điểm hình thái tự nhiên khác nhau của cùng một loài Podaxis pistillaris.

## Danh sách các loài
Tính đến tháng 1 năm 2016, Index Fungorum đã công nhận 28 loài trong chi Podaxis:
- Podaxis africana De Villiers, Eicker & Van der Westh. 1989 – Africa[3]
- Podaxis algericus Pat. 1904
- Podaxis anomalus Lloyd 1920
- Podaxis argentinus Speg. 1898
- Podaxis axatus (Bosc) Massee 1890
- Podaxis beringamensis Priest & M.Lenz 1999 – Australia[4]
- Podaxis carcinomalis (L.f.) Fr. 1829 – Ghana
- Podaxis chevalieri Pat. & Har. 1900[5]
- Podaxis deciduus Bat. 1951
- Podaxis dilabentis Bat. 1951
- Podaxis emerici (Berk.) Massee 1890
- Podaxis farlowii Massee 1890
- Podaxis fastigatus Bat. 1951
- Podaxis ferrandi Mattir. 1913
- Podaxis ghattasensis Henn. 1898
- Podaxis glaziovii Henn. 1897
- Podaxis gollanii Henn. 1901
- Podaxis longii McKnight 1985[6]
- Podaxis macrosporus Speg. 1906
- Podaxis microporus McKnight 1985[6]
- Podaxis muelleri Henn. 1904
- Podaxis patagonicus Speg. 1898
- Podaxis pistillaris (L.) Fr. 1829
- Podaxis rugospora De Villiers, Eicker & Van der Westh. 1989[3]
- Podaxis saharianus G.Moreno & Mornand 1997[7]
- Podaxis senegalensis Desv. 1809
- Podaxis strobilaceus Copel. 1904
- Podaxis subterraneus S.Ahmad 1941